# Brug 590
Brug 590 is een kunstwerk in Amsterdam-Zuid. Het brugnummer verwijst naar een brug in het Amsterdamse Bos, maar deze brug geeft alleen (indirect) toegang tot dat bos. 
De brug ligt over de Hoornsloot en vormt de verbinding tussen de Amsterdamse Kalfjeslaan en de Amstelveense Nieuwe Kalfjeslaan. Het is een betonnen plaatbrug uit 1962/1963. De brug strekte ter vervanging van een veel kleinere brug die even ten zuiden van de huidige brug lag en toegang gaf tot Halte Kalfjeslaan aan het Spoorlijn Aalsmeer - Amsterdam Willemspark, dat direct ten zuidwesten van die brug lag. Het "stationsgebouw" herinnert er nog aan.
De Nieuwe Kalfjeslaan sloot toen nog niet recht aan op de Kalfjeslaan. Door de nieuwe brug iets noordelijker aan te leggen kon een dergelijke verbinding wel gemaakt worden; er ontstond een bijna rechte kruising tussen de beide lanen en de Amstelveenseweg aan Amsterdamse kant en Amsterdamseweg aan Amstelveense kant. 
De brug is ontworpen door Dick Slebos van de Dienst der Publieke Werken, die ook al in de Jacob Heinenbrug (brug 503) een toegangsbrug tot het bos ontwierp. Beide bruggen werden uitgevoerd als duikerbrug. De bruggen delen ook het ontwerp van de brugleuningen. Het geheel wordt gedragen door een houten paalfundering. Keerwanden, borstweringen en balustraden zijn uitgevoerd in grof basaltsteen.   
In 1999 werden alle bruggen in en om het Amsterdamse Bos door MTD landschapsarchitecten in opdracht van de gemeente Amstelveen onderzocht op cultureel belang. Zij constateerden voor brug 590 dat het voor het bos en omstreken een waardevolle brug is. Zij voerden aan:
- het een plateaubrug in een bosentree
- behoort samen met brug 501 en brug 503 tot een serie betonnen plateaubruggen.

De gemeente Amstelveen gebruikte het rapport om een aantal bruggen in het bos tot gemeentelijk monument te benoemen. Dat kon niet gelden voor deze brug, aangezien die in de gemeente Amsterdam ligt. De gemeente Amstelveen begint aan het zuideinde van de keerwand van de brug.
Ten westen van de brug liggen direct de rails van de Electrische Museumtramlijn Amsterdam; ten zuidwesten van de brug ligt een wisselplaats voor de trams. 

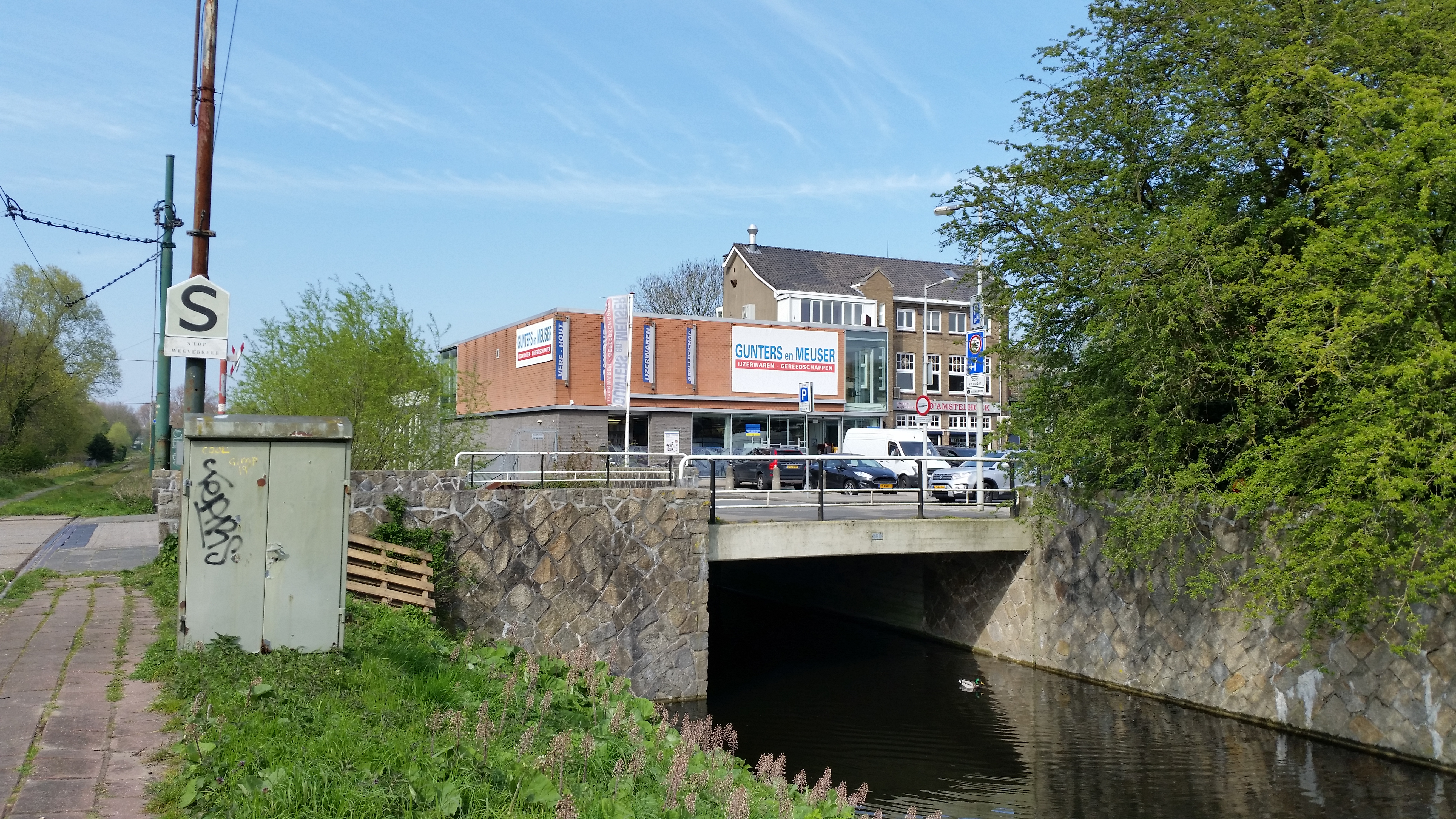
Brug 590 met op de achtergrond een filiaal van Gunters & Meuser (april 2019)

<<< · 500 · 501 ·  503 · 504 · 505 · 506 · 507 · 508 · 509 · 510 · 511 · 512 · 513 · 514 · 515 · 516 · 517 · 518 · 519 · 520 · 521 · 522 · 523 · 525 · 526 · 527 · 528 · 530 · 531 · 532 · 533 · 534 · 535 · 536 · 537 · 538 · 539 · 540 · 541 · 542 · 543 · 544 · 545 · 546 · 547 · 548 · 549 · 550 · 551 · 552 · 553 · 554 · 555 · 556 · 557 · 558 · 559 · 560 · 561 · 562 · 563 · 564 · 565 · 566 · 567 · 569 · 571 · 572 · 573 · 575 · 577 · 578 · 580 · 581 · 582 · 583 · 584 · 586 · 587 · 589 · 590 · 591 · 592 · 593 · 594 · >>>
Brugnummers 502, 524, 529, 568, 570, 574, 576, 579, 585, 588, 595, 596, 597, 598, 599 zijn niet (meer) vergeven.